# Jurgen Uldedaj
Jurgen Uldedaj (ur. 26 sierpnia 1997) – albański bokser, brązowy medalista Młodzieżowych Mistrzostw Europy z roku 2014, brązowy medalista Mistrzostw Europy Kadetów z roku 2013, mistrz Albanii kadetów z roku 2013. Obecnie mieszka w Tiranie.

## Kariera
W czerwcu 2012 reprezentował Albanię na Mistrzostwach Europy Juniorów w Sofii. W swojej pierwszej walce w 1/8 finału przegrał z Białorusinem Kiriłem Charłamowem, ulegając mu nieznacznie na punkty (13:15). W maju 2013 został mistrzem Albanii juniorów, pokonując w finale kategorii półciężkiej Marko Doci. We wrześniu 2013 reprezentował Albanię na Mistrzostwach Świata Juniorów w Kijowie, jednak przegrał tam swój pierwszy pojedynek, nie zdobywając medalu. W listopadzie tego samego roku startował na Mistrzostwach Europy Juniorów w Anapie. W ćwierćfinale Albańczyk pokonał na punkty (3:0) reprezentanta Estonii Vjatšeslava Gorbatsova. W półfinale przegrał nieznacznie na punkty (1:2) z reprezentantem Anglii Viddalem Rileyem, zdobywając brązowy medal w kategorii półciężkiej.
W kwietniu 2014 startował na Młodzieżowych Mistrzostwach Świata w Sofii. Albańczyk dotarł do 1/8 finału kategorii półciężkiej, przegrywając z reprezentantem Armenii Narekiem Manasjanem. W październiku na Młodzieżowych Mistrzostwach Europy w Zagrzebiu zajął 3. miejsce w kategorii półciężkiej. W półfinale przegrał z Norwegiem Vegarem Tregrenem.